# シャーリー・ホジソン
シャーリー・ヴィクトリア・ホジソン（Shirley Victoria Hodgson DM, D(Obst), RCOG, DCH, FRCP, FRSB、1945年2月22日 - ）は、イギリスの遺伝学者である。旧姓はペンローズ(Penrose)。

## キャリア
開業医として働いた後、ガイズ病院で臨床遺伝学の代診として勤務し、それが魅力的なテーマだと感じたという。1983年から1988年まで、南テムズ（東）地域遺伝学センターの臨床遺伝学の登録医、およびロンドンのハマースミス病院の名誉上級登録医となり、1988年から1990年まではアデンブルックズ病院のコンサルタント遺伝学者となった。2003年からロンドン大学セント・ジョージ医学校の癌遺伝学教授を務めている。
王立内科医師会と王立生物学会のフェローである。

## 業績
数多くの学術論文のほか、以下の著書がある。
- Hodgson, Shirley V.; Foulkes, William D.; Eng, Charis; Maher, Eamonn (2013). A Practical Guide to Human Cancer Genetics. Springer Science & Business Media. ISBN 978-1-4471-2375-0
- Foulkes, William D.; Hodgson, Shirley V. (1998). Inherited Susceptibility to Cancer: Clinical, Predictive and Ethical Perspectives. Cambridge University Press. ISBN 978-0-521-56340-6
- Haites (2002). Patrick J. Morrison; Shirley V. Hodgson; Neva E.. eds. Familial breast and ovarian cancer : genetics, screening and management. Cambridge Univ. Press. ISBN 9780521803731

## 私生活
ホジソンは遺伝学者の父ライオネル・ペンローズとその妻のマーガレット・リーズスとの間の娘である。母方の祖父は生理学者のジョン・ベレスフォード・リーズスである。兄に、物理学者オリバー・ペンローズ、同じく物理学者のロジャー・ペンローズ、チェスのグランドマスターのジョナサン・ペンローズがいる。
1971年に医学者のハンフリー・ホジソンと結婚した。